# Saad Al-Houti
Saad Al-Houti   (Kuwait, 24 de maig de 1954) és un exfutbolista kuwaitià de les dècades de 1970 i 1980.
Fou internacional amb la selecció de futbol de Kuwait amb la qual participà a la Copa del Món de futbol de 1982.
Pel que fa a clubs, destacà a Kuwait SC.